# Hiddensee
Hiddensee és una illa petita alemanya a l'oest de l'illa de Rügen, a la mar Bàltica. Forma part del Parc nacional del llac de Pomerània Occidental, al land de Mecklemburg-Pomerània Occidental.

## Geografia

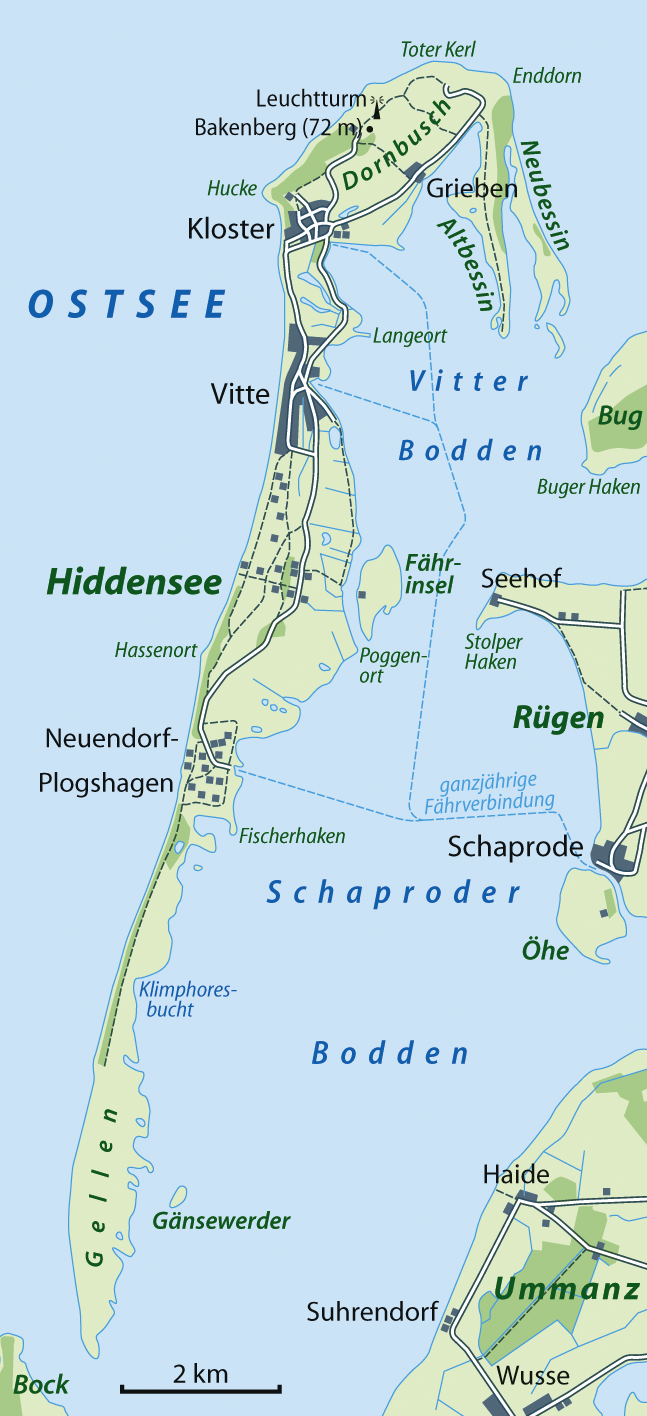
Mapa d'Hiddensee

Hiddensee és una banda de terra estreta de prop de 16,8km de llargària i d'una amplada d'entre 250m i 3,7km. És l'illa més llarga del Parc nacional del llac de Pomerània Occidental.
Al nord les altures atenyen els 70m i el punt culminant, el Bakenberg, en té 72. Al nord-est l'illa és allargada per dos bancs de sorra en forma de ganxos de 3km d'ample aproximadament, el Vell Bessin (Altbessin) a l'oest i el Nou Bessin (Neubessin). El centre de l'illa està cobert per dunes i landes. La seva part meridional és plana, d'una elevació de tan sols uns metres, el Gellen, una zona protegida no accessible als visitants.
L'illa està envoltada per dos bodden: l'Schaproder Bodden i el Vitter Bodden a l'est, per la Gellenrinne al sud vers Stralsund i per la mar Bàltica a l'oest i al nord.